# Margaret Colin
Margaret Colin (26 de mayo de 1958) es una actriz estadounidense. Es conocida por su papel como Margo Montgomery Hughes en As the World Turns y por su papel como Eleanor Waldorf-Rose en Gossip Girl.

## Primeros años
Margaret nació en Brooklyn, Nueva York, y fue criada en Long Island. Es de ascendencia Irlandesa y fue criada en una familia católica.

## Vida personal
Colin, hija de un oficial de policía de Nueva York, nació en Brooklyn, Nueva York, y fue criada en Long Island. Se graduó en el Baldwin Senior High School en 1976.
Colin conoció al actor Justin Deas cuando interpretó su interés amoroso, Tom Hughes, en As the World Turns. Se casaron en enero de 1988. La pareja tienen dos hijos, Sam y Joe, y Colin es la madrastra de la hija del primer matrimonio de su esposo. La familia se mudó a Upper Montclair, Nueva Jersey, a finales de 1998.

## Filmografía
- 1979: The Edge of Night como Paige Madison (21 episodios).
- 1982-83: As the World Turns como Margo Montgomery Hughes # 1(6 episodios).
- 1985: Foley Square como Alex Harrigan, ayudante del fiscal del distrito (14 episodios).
- 1986: Pretty in Pink como Profesora de inglés.
- 1986: Something Wild como Irene.
- 1987: The Return of Sherlock Holmes como Jane Watson.
- 1987: Warm Hearts, Cold Feet como Amy Webster.
- 1987: Like Father Like Son como Ginnie Armbruster.
- 1987: Leg Work como Claire McCarron (10 episodios).
- 1987: Three Men and a Baby como Rebecca.
- 1988: Magnum, P.I. como Connie Northrop (1 episodio).
- 1989: Solo ante la ley como Kitty Greer.
- 1989: Traveling Man como Joanna Reath
- 1990: Goodnight Sweet Wife: A Murder in Boston como Michelle Caruso.
- 1990: Martians Go Home como Sara Brody.
- 1991-92: Sibs como Audie Ruscio (22 episodios).
- 1991: The Butcher's Wife como Robyn Graves.
- 1993: Amos y Andrew como Judy Gillman.
- 1994: Related by Birth como Audie.
- 1994: Terminal Velocity como Joline "Jo" (No acreditada).
- 1994: Chicago Hope como Dr. Karen Antonovich (5 episodios).
- 1995: In the Shadow of Evil como Dr. Molly Nostrand.
- 1995: The Wright Verdicts como Sandy Hamor (7 episodios).
- 1996: Independence Day como Constance Spano.
- 1997: Milk & Money como Lorraine.
- 1997: The Devil's Own como Sheila O'Meara.
- 1997: Time to Say Goodbye? como Kristen Hamstra.
- 1998: The Adventures of Sebastian Cole como Joan Cole.
- 1999: Hit and Run como Joanna Kendall.
- 1999: Swing Vote como Linda Kirkland.
- 1999-01:  Now and Again como Lisa Wiseman (14 episodios).
- 2000: Madigan Men como Vonda Madigan (1 episodio).
- 2001: Private Lies como Ellen.
- 2001: The Familiar Stranger como Elizabeth 'Peachy' Welsh.
- 2001: The Wedding Dress como Madeline Carver.
- 2002: Blue Car como Diane.
- 2002: Unfaithful como Sally.
- 2003: Law & Order: Special Victims Unit como Mrs. Krug (1 episodio).
- 2003: Remembering Charlie como Lori Alken.
- 2004: Law & Order: Criminal Intent como Dra. Eloise Barnes (1 episodio).
- 2004: First Daughter como Melanie Mackenzie.
- 2007: Happenstance como Beth.
- 2007-: Gossip Girl como Eleanor Waldorf-Rose.
- 2008: Murders como Carol Uberoth.
- 2008: Deception como Ms. Pomerantz.
- 2009: Royal Pains como Lucy Everett (1 episodio).
- 2009: The Missing Person como Lana Cobb.
- 2010: Law & Order como Mary Markson (1 episodio).
- 2010: Medium como Kelly Shuler (1 episodio).
- 2011: Blue Bloods como Melanie Maines (1 episodio).
- 2013: Elementary. Segunda temporada, episodio 8: "Blood is Thicker"
- 2014: Gotham. Primera temporada, episodio 5: "Viper"